# Blatz
Blatz – amerykański zespół punk rockowy z Berkeley w Kalifornii
Działalność rozpoczęli dając koncerty na 924 Gilman Street. 
Występowali razem z takimi zespołami jak Operation Ivy, Filth, czy Green Day. Zespół rozszedł się po 3 latach współpracy.

## Historia
Zespół, jest przedstawicielem East Bay punk, wczesnych lat 90. Koncertował na terenie Kalifornii, Nevady i Arizony. 
Teksty ich piosenek charakteryzuje ironia do otaczającego świata, specyficzny humor a czasami nawiązania do narkotyków czy masturbacji.
Joe Perales oraz Robert Eggplant, będąc pod wpływem narkotyków, uczestniczyli w koncercie zespołu Sweet Children, później znanego jako Green Day. To właśnie tam wpadli na pomysł założenia zespołu. Nazwa dla niego miała być jak najprostsza. Postanowiono wybrać nazwę Blatz, gdyż była to nazwa najtańszego dostępnego wtedy piwa w Stanach Zjednoczonych. Szybko przekonali znajomego, z którym często bywali w pubach, Johna Santosa, by zagrał z nimi podczas pierwszego koncertu w 942 Gilman Street holiday show. John, odszedł z zespołu zaraz po występie, a Robert i Joe, kontynuowali działalność.
Już lato 1989, przyniosło grupie nowego basistę Mashalla Staxa, następnie wokalistę, Jessiego Luscious'a, który w międzyczasie wydawał popularny w East Bay, zin, „Berkeley Sucks”. Dla zespołu okazycjnie na gitarze grywał również frontman, zespołu Green Day, Billie Joe Armstrong.
Po trzech latach, z zespołu odszedł współzałożyciel, Robert, a cała grupa chyliła się ku upadkowi. Bardzo szybko poszczególni jej członkowie skupili się na prowadzeniu i rozwijaniu swoich projektów pobocznych, a grupa Blatz uległa rozwiązaniu.

## Dyskografia

### EP
- Cheaper Than The Beer Lookout! Records (1990)
- Cheaper Than The Beer Life Is Abuse Records (2000)
- Cheaper Than The Beer Silver Sprocket (2009)

### Demo
- Banned in R.C (Demo) (1990)

### Kompilacje
- Can of Pork (1992)
- (You're Only As Good As) The Last Great Thing You Did! (1997)
- Later That Same Year (1999)

## Członkowie
- Robert Eggplant (gitara) (1989–1992)
- Joey Perales (perkusja) (1989–1992)
- John Santos (bas) (1989)
- Marshall Stax (bas) (1989–1992)
- Jesse Luscious (wokal) (1989–1992)
- Anna Joy (wokal) (1990–1992)
- Annie Lalania (wokal) (1990–1992)